# Antonio Sanseverino
Antonio Sanseverino OSloHieros (ur. ok. 1477 w Neapolu, zm. 17 albo 18 sierpnia 1543 w Rzymie) – włoski kardynał.

## Życiorys
Urodził się około 1477 roku w Neapolu, jako syn Giovanniego Antonia Sanseverina i Enrichetty Carafy. W młodości wstąpił do zakonu szpitalników i został kreowany kardynałem przez Leona X, jednak nominacja ta nigdy nie została opublikowana. 21 listopada 1527 roku został oficjalnie kreowany kardynałem prezbiterem i otrzymał kościół tytularny S. Susanna. 29 kwietnia 1528 roku przyjął święcenia diakonatu, a 17 listopada – prezbiteratu. 31 sierpnia został wybrany arcybiskupem Tarentu, a 21 grudnia 1531 roku przyjął sakrę. Pełnił rolę administratora apostolskiego Conversano (1529–1534) i kamerlinga Kolegium Kardynałów (1530–1531). Był protektorem zakonu kapucynów i przeciwnikiem fuzji z obserwantami. 28 listopada 1537 roku został podniesiony do rangi kardynała biskupa i otrzymał diecezję suburbikarną Palestrina. Zmarł 17 albo 18 sierpnia 1543 roku w Rzymie.